# نبرد ام قصر
نبرد ام قصر (انگلیسی: Battle of Umm Qasr) اولین رویارویی نظامی در جنگ عراق بود. در آغاز جنگ، یکی از اولین اهداف، بندر ام قصر بود. در ۲۱ مارس ۲۰۰۳ همزمان با پیشروی نیروهای متفقین در جنوب عراق، یک نیروی زمینی آبی-خاکی منطقه بندری جدید ام قصر را تصرف کرد. این حمله توسط تیپ ۳ کماندو از سپاه تفنگداران دریایی سلطنتی بریتانیا، با پشتیبانی هنگ ۱۵ آبی-خاکی از سپاه تفنگداران دریایی ایالات متحده و یگان یادوو گرام از لهستان، رهبری شد. نیروهای عراقی در شهر قدیمی ام قصر مقاومت غیرمنتظره و شدیدی از خود نشان دادند و چندین روز جنگ طول کشید تا منطقه از مدافعان پاکسازی شود. سرانجام بندر امن اعلام شد و در ۲۵ مارس ۲۰۰۳ بازگشایی شد.